# Active Template Library
Active Template Library – biblioteka napisana w języku C++, składająca się z zestawu klas szablonowych, ułatwiających tworzenia komponentów w technologii COM. Biblioteka została opracowana i udostępniona przez firmę Microsoft.